# ジェナン・ペイチノヴィッチ
ジェナン・ペイチノヴィッチ（Dženan Pejčinović、2005年2月15日 - ）は、ドイツ・ミュンヘン出身のサッカー選手。ポジションはFW。

## クラブ経歴
モンテネグロ人の両親の下、ドイツのミュンヘンに生まれた。FCバイエルン・ミュンヘンやFCアウクスブルクを経て2022年にVfLヴォルフスブルクの下部組織へ入団した。2023年5月27日、2022-23シーズンのラストゲームとなったホームでのヘルタ・ベルリン戦にて、80分にヤニック・ゲルハルトと途中交代してトップチームデビューを果たした。

## 代表経歴
2020年からドイツの世代別代表でプレーしており、U-17では通算17得点を挙げている。